# Рогувек (Свентокшиське воєводство)
Рогувек (пол. Rogówek) — село в Польщі, у гміні Говарчув Конецького повіту Свентокшиського воєводства.
Населення — 97 осіб (2011).
У 1975-1998 роках село належало до Радомського воєводства.

## Демографія
Демографічна структура на день 31 березня 2011 року:
|          | Загалом | Допрацездатний вік | Працездатний вік | Постпрацездатний вік |
| -------- | ------- | ------------------ | ---------------- | -------------------- |
| Чоловіки | 49      | 8                  | 35               | 6                    |
| Жінки    | 48      | 7                  | 33               | 8                    |
| Разом    | 97      | 15                 | 68               | 14                   |